# Pultenaea purpurea
Pultenaea purpurea là một loài thực vật có hoa trong họ Đậu. Loài này được (Turcz.) Crisp & Orthia mô tả khoa học đầu tiên năm 2005.